# Bataille de l'ouest d'Hubei
Guerre sino-japonaise (1937-1945),
 Seconde Guerre mondiale
Batailles
Seconde Guerre mondiale : batailles de la Guerre sino-japonaise
- Incident du pont Marco-Polo
- Shanghai
- Taiyuan
- Xinkou
- Pingxingguan
- Taierzhuang
- Xuzhou
- Nankin
  - bataille
  - massacre
- lac Khassan
- Wuhan
- Nanchang
- Khalkhin Gol
- Suixian-Zaoyang
- Changsha (1re)
- Guangxi
- Henan
- Zaoyang-Yichang
- Cent Régiments
- Shanggao
- Sud-Shanxi
- Changsha (2e)
- Pacification du Mandchoukouo
- Changsha (3e)
- Hubei
- Changde
- Ichi-Go
- Changsha (4e)
- Guilin-Liuzhou
- Reconquête chinoise

Guerre du Pacifique
Front d'Europe de l'ouest
Front d'Europe de l'est
Campagnes d'Afrique, du Moyen-Orient et de Méditerranée
Bataille de l'Atlantique
Théâtre américain
La bataille de l'ouest d'Hubei  opposa en 1943 l'Armée nationale révolutionnaire chinoise et l'Armée impériale japonaise pendant la guerre sino-japonaise.
Après la chute de Nankin, le gouvernement de la République s'était réfugié à Chongqing, qui faisait depuis l'objet de bombardements réguliers et massifs. Souhaitant éradiquer le Guomindang, les Japonais entamèrent une offensive à travers le Hubei pour tenter d'atteindre la capitale provisoire et faire tomber le bastion nationaliste.
Les troupes chinoises opposèrent une résistance farouche et, bien qu'ayant subi des pertes supérieures à celles des Japonais, parvinrent à repousser l'ennemi.